# Пет ван ден Гау
Патрік Вільям Роджер ван ден Гау (англ. Patrick William Roger van den Hauwe, нар. 16 грудня 1960, Дендермонде) — валлійський футболіст бельгійського походження, що грав на позиції захисника.
Виступав, зокрема, за клуби «Бірмінгем Сіті» та «Евертон», а також національну збірну Уельсу.
Володар Кубка Кубків УЄФА. 

## Клубна кар'єра
Народився 16 грудня 1960 року в бельгійському місті Дендермонде, дитиною перебрався до Лондона. Вихованець юнацьких команд футбольних клубів «Арсенал», «Челсі» та «Бірмінгем Сіті».
У дорослому футболі дебютував 1977 року виступами за команду клубу «Бірмінгем Сіті», в якій провів шість з половниою сезонів, взявши участь у 123 матчах чемпіонату. 
Своєю грою за цю команду привернув увагу представників тренерського штабу клубу «Евертон», до складу якого приєднався 1984 року за 100 тисяч фунтів. Відіграв за клуб з Ліверпуля наступні п'ять сезонів своєї ігрової кар'єри, протягом яких клуб був серед лідерів англійського футболу, здобувши Кубок Кубків УЄФА, дві перемоги у чемпіонаті Англії і чотири Суперкубки Англії. Більшість часу, проведеного у складі «Евертона», був основним гравцем захисту команди.
1989 року перейшов до «Тоттенгем Готспур», який сплатив за трансфер захисника 575 тисяч фунтів. У складі лондонської команди став володарем Кубка Англії 1990/91. З сезону 1992/93 почав втрачати місце у складі «Тоттенгема» і по ходу наступного сезону перейшов до друголігового  «Міллволла».
Завершував ігрову кар'єру у Південно-Африканській Республіці, де протягом 1996–1997 років грав за команди «Гелленік» і «Вінберг Сент-Джонс».

## Виступи за збірну
Як громадянин Великої Британії, що народився за її межами, мав право захищати кольори будь-якої з чотирьох збірних складових Сполученого Королівства. Попри інтерес з боку тренерських штабів збірних Англії та своєї історичної батьківщини, Бельгії, 1985 року прийняв пропозицію грати за національну збірну Уельсу, куди його запросили за рекомендацією її гравців та партнерів ван ден Гау по «Евертону» Невілла Саутолла і Кевіна Реткліффа. Протягом кар'єри у цій національній команді, яка тривала 5 років, провів у її формі 13 матчів.
| Дата       | Місто      | Господарі      | Результат | Гості          | Турнір            | Голи | Примітки |
| ---------- | ---------- | -------------- | --------- | -------------- | ----------------- | ---- | -------- |
| 30-4-1985  | Рексем     | Уельс          | 3 – 0     | Іспанія        | Відбір до ЧС 1986 | -    |          |
| 10-9-1985  | Кардіфф    | Уельс          | 1 – 1     | Шотландія      | Відбір до ЧС 1986 | -    |          |
| 16-10-1985 | Кардіфф    | Уельс          | 0 – 3     | Угорщина       | товариський матч  | -    |          |
| 18-2-1987  | Кардіфф    | Уельс          | 0 – 0     | СРСР           | товариський матч  | -    |          |
| 1-4-1987   | Рексем     | Уельс          | 4 – 0     | Фінляндія      | Відбір до ЧЄ 1988 | -    | 11'      |
| 29-4-1987  | Рексем     | Уельс          | 1 – 1     | Чехословаччина | Відбір до ЧЄ 1988 | -    |          |
| 9-9-1987   | Рексем     | Уельс          | 1 – 0     | Данія          | Відбір до ЧЄ 1988 | -    |          |
| 14-10-1987 | Копенгаген | Данія          | 1 – 0     | Уельс          | Відбір до ЧЄ 1988 | -    |          |
| 11-11-1987 | Прага      | Чехословаччина | 2 – 0     | Уельс          | Відбір до ЧЄ 1988 | -    |          |
| 23-3-1988  | Суонсі     | Уельс          | 1 – 2     | Югославія      | товариський матч  | -    |          |
| 4-6-1988   | Брешія     | Італія         | 0 – 1     | Уельс          | товариський матч  | -    |          |
| 19-10-1988 | Суонсі     | Уельс          | 2 – 2     | Фінляндія      | товариський матч  | -    |          |
| 26-4-1989  | Кардіфф    | Уельс          | 0 – 2     | Швеція         | товариський матч  | -    |          |
| Усього     |            | Матчів         | 13        |                | Голів             | 0    |          |

## Титули і досягнення
- Володар Кубка Кубків УЄФА (1):

«Евертон»: 1984-85
- Чемпіон Англії (2):

«Евертон»: 1984-85, 1986-87
- Володар Кубка Англії (2):

«Евертон»: 1983-84
«Тоттенгем Готспур»: 1990-91
- Володар Суперкубка Англії (4):

«Евертон»: 1984, 1985, 1986, 1987